# Gidouille
 (juin 2024).
Si vous disposez d'ouvrages ou d'articles de référence ou si vous connaissez des sites web de qualité traitant du thème abordé ici, merci de compléter l'article en donnant les références utiles à sa vérifiabilité et en les liant à la section « Notes et références ».

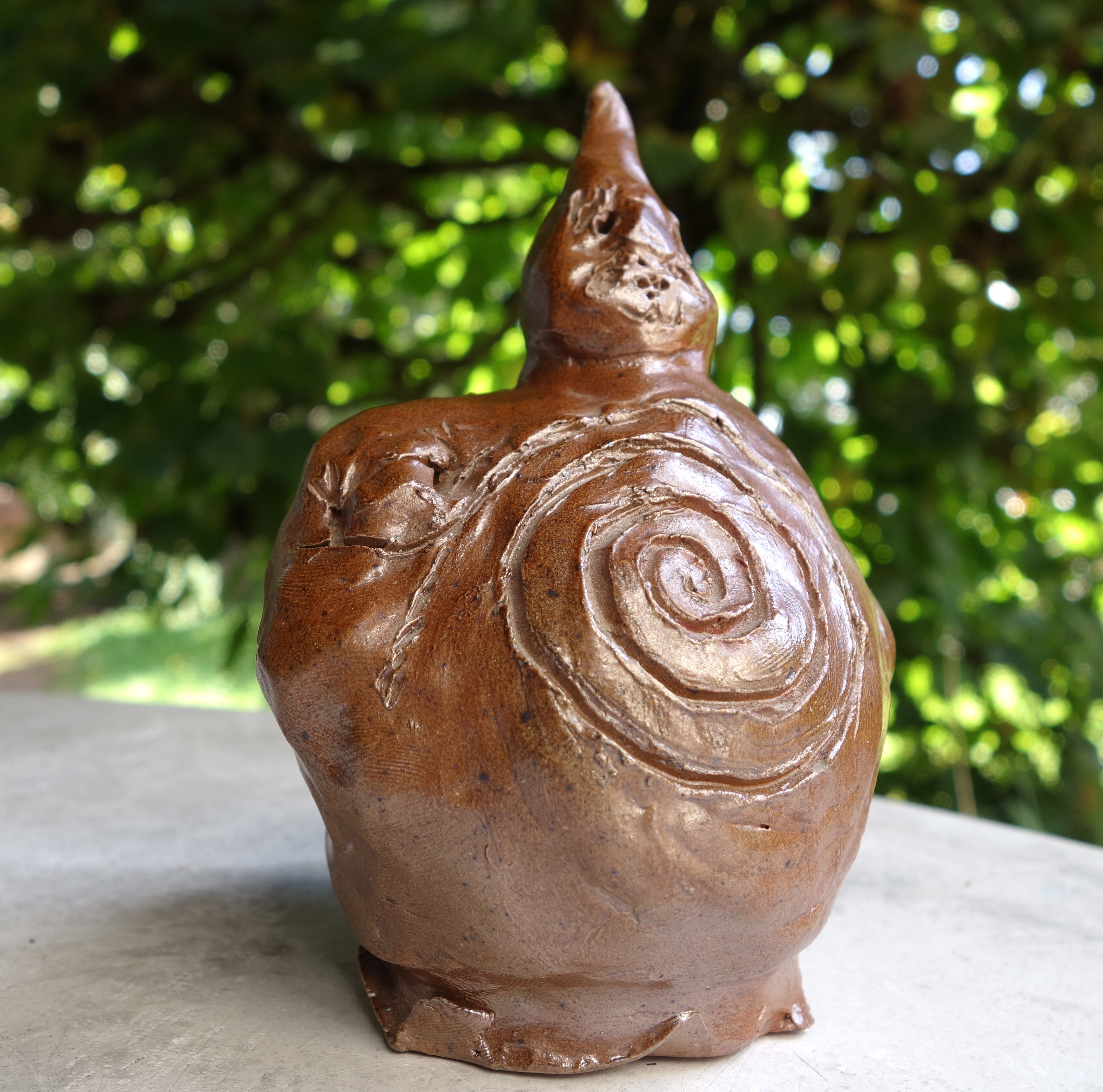
Ubu à la gidouille. Terre cuite de P. Boulage (1970)

Gidouille est un terme assigné au théâtre d'Alfred Jarry et qui désigne spécifiquement le gros ventre du Père Ubu, dont la geste picaresque et à bien des titres, grotesque, le fera accéder, entre autres titres et fonctions, à la position de Roi de Pologne.
La forme générale de la gidouille est une spirale sur le ventre d'Ubu, dont elle souligne la rondeur et l’énormité ; c'est un symbole de la boursouflure physique du personnage, du bas corporel et de la « force
de ses appétits inférieurs », à l'origine de la gourmandise et de la violence d'Ubu.
Le Collège de 'Pataphysique a fait de la gidouille son insigne officiel, ; elle est accompagnée de la Viridis Candela, qui est également le titre de sa revue trimestrielle.
Gidouille est le nom du onzième mois du calendrier pataphysique (correspondant à la période du 15 juin au 13 juillet dans le calendrier commun).
Le juron cornegidouille en est dérivé.